# Silonella aurata
Silonella aurata là một loài trong họ Goeridae. Loài này phân bố ở miền Cổ bắc.